# 비쿠스

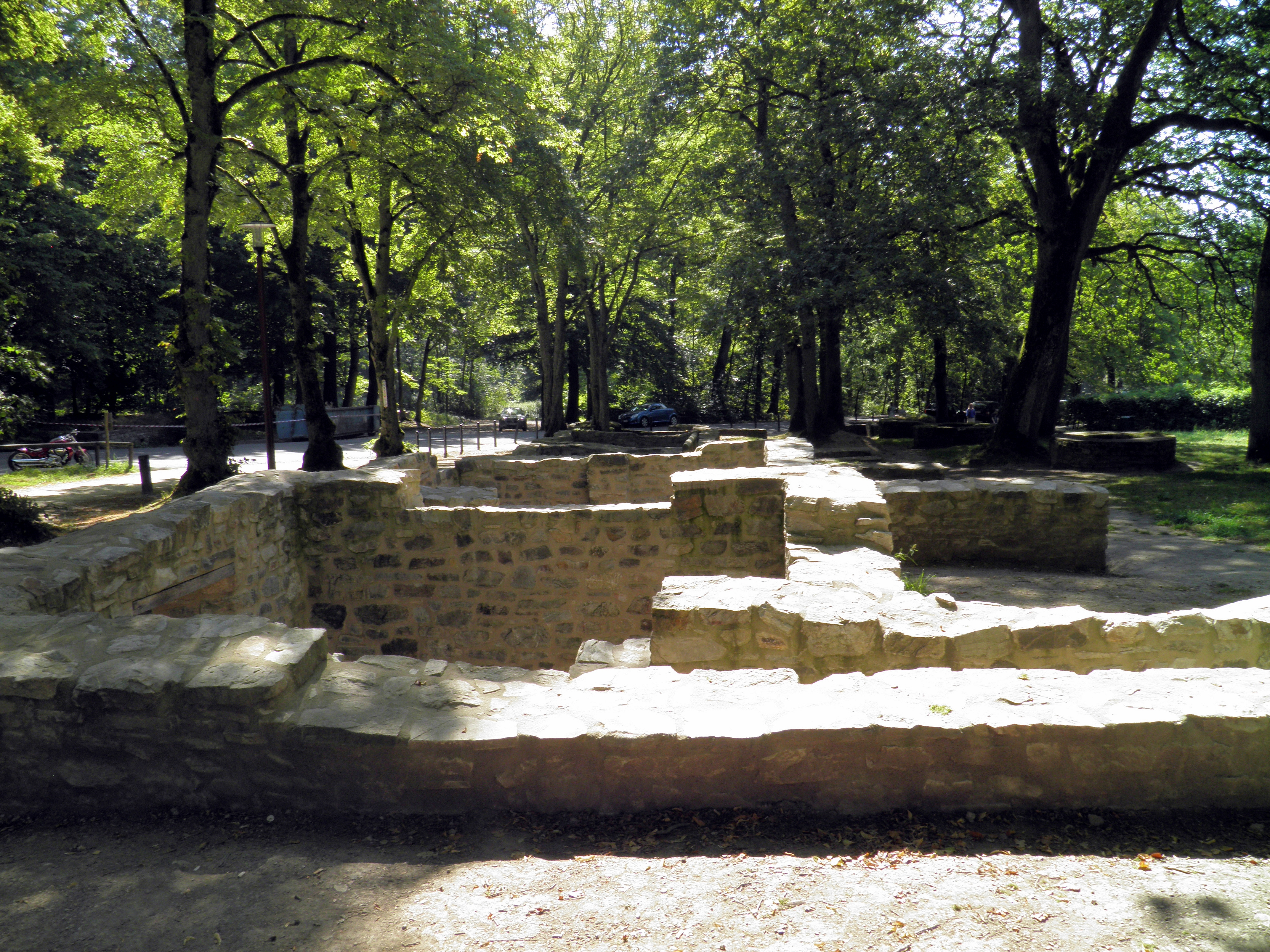

고대 로마에서 비쿠스 (vicus, 복수형: vici)는 농촌 지역 내에 있는 마을 (파구스)이나 큰 취락의 인근을 나타냈다. 로마 공화정 동안에, 도시 로마의 네 곳이 비쿠스로 구획되었다. 기원전 1세기에 아우구스투스는 관리 목적으로 도시 로마를 265개의 비쿠스로 구성된, 14개의 구역으로 재조직하였다. 비쿠스들마다 지역 사무들을 관장하는 자기네들만의 위원회 구성원들 두었다. 이 행정 구역은 최소한 4세기 중엽까지는 여전히 작동했던 것으로 기록되었다.
라틴어 용어인 비쿠스는 로마 제국 내 속주 도시의 가장 작은 행정 단위에도 적용되었다. 또한 오늘날에는 군사 요새나 국유 광산 활동 때문에 인근 지역에 생겨난 임시적인 속주 민간 취락을 가리키는 데에도 특히 사용된다.

## 로마 내 지방 정부
비쿠스마다 지방관 (비코마기스트리) 네 명을 선출했으며, 이들은 비쿠스 내 사람들에서 선발한 지역 치안 병력을 통솔했다. 가끔은 비쿠스의 행정관들이 특정 기념 행사 (주로 콤피탈리아)에 등장했으며, 릭토르 두 명이 동행했다.

## 임시 취락
비쿠스는 지방의 경제 및 행정 중심지로 계획된 민간의 도시들 (키비타스), 퇴역한 병사들의 취락이었던 콜로니아 또는 기존의 취락에서 만들어진 공식적인 정체(政體)인 무니키피움과는 달랐다. 계획되지 않고, 본래 공공 행정 시설들이 부족했던 비쿠스는 (다른 취락들과는 달리) 분명한 법적 지위가 없었고 로마 군대의 존재에서 이익을 얻기 위해 발전했다. 대부분의 주둔지 도시들처럼, 비쿠스는 부대를 위한 오락거리와 보급품들을 제공했고, 또한 금속이나 유리 세공 같은 중요한 산업들을 발전시키기도 했다. 일부 비쿠스는 군부대와 직접적인 연관성이 없어 보이기도 하다 (예시로 비쿠스 마르티스 투데르티움).
비쿠스는 군부대 (알라 및 코호르스)의 주둔지에 대한 벽외 취락에 사용된 용어인 반면, 카나바는 중요 군단 요새들 (에보라쿰, 빈도보나, 두로스토룸 등)의 벽외 취락들을 표현하는 데 보통 사용된다.
초기에, 많은 비쿠스들은 이동하는 부대를 따르던 임시적인 장소였다. 영구적인 주둔지가 설치되면, 비쿠스들은 그 주변으로 커다란 거주 지역들로 발전하였다. 종종 공인된 키비타스와 콜로니아의 수는 도시에서 살기를 원하는 모든 사람들을 정착시키기에 충분하지 않았고 그래서 비쿠스가 더 많은 사람들을 끌어들였으며, 일부 비쿠스는 주변에 어느 것도 없는 곳에서 계획 도시가 되기도 하였다. 베르코비키움에 있었던 비쿠스처럼 일부는 특히나 3세기에 병사들의 혼인이 허용되면서 주둔지와 함께 커졌다.
초기에 비쿠스에는 민간 관료들이 없었고 로마의 군 지휘관들의 직접적인 통제에 있었다. 상당한 수의 로마 시민들을 끌어들인 비쿠스는 이후 지역 의회를 조직하는 것이 허용되었고, 에보라쿰 (요크)에 있었던 비쿠스같이 일부는 지역의 중심지에서 심지어는 속주의 주도로 성장하였다.

## 같이 보기
- 파구스
- 아우구스투스의 로마 행정 개편